# Icelia flavescens
Icelia flavescens là một loài ruồi trong họ Tachinidae.